# Une question de survie
Une question de survie (titre original : Survivor's Quest) est un roman de science-fiction écrit par Timothy Zahn. Publié aux États-Unis par Del Rey Books en 2004,, il a été traduit en français et publié par les éditions Presses de la Cité la même année,. Ce roman, se déroulant dans l'univers étendu de Star Wars, prend place trois années après les évènements décrits dans le roman Vision du futur du même auteur. Il fait partie des trois romans qui ne sont parus qu'en grand format en version française aux éditions Presses de la Cité.

## Résumé
La Nouvelle République a reçu un message des plus surprenants. Destiné à Luke et Mara Jade Skywalker, il provient de Nirauan, une planète appartenant aux disciples de feu le Grand Amiral Thrawn sur laquelle ils ont momentanément été fait prisonniers. Tous deux sont invités par les Chiss en tant qu’ambassadeurs, car après plus de cinquante ans, les vestiges du Projet de Vol vers l'Infini, une expédition menée par les Jedi d’antan détruite par Thrawn, ont été retrouvés. Les fiers non humains sont disposés à les restituer. Mara et Luke entreprennent cet étrange voyage accompagnés d’un officier du Nouvel Empire et de son contingent de soldats, de diplomates aliens vénérant les Jedi et d’un ambassadeur républicain ; ce dernier ayant ses propres desseins.